# Louis Prével
Louis Xavier François Prével (* 29. Januar 1879 in Nizza; † 26. November 1964 ebenda) war ein französischer Ruderer.

## Biografie
Louis Prével erreichte bei den Olympischen Sommerspielen 1900 in Paris das Finale in der Einer-Regatta. Dort kam es zu einem Zwischenfall, als Prével durch angebliche Behinderung kenterte. Seinem Protest wurde jedoch nicht stattgegeben. Er belegte damit den fünften Platz.
Einen Monat später wurde Louis Prével, wie bereits 1899, Europameister im Einer.